# Újtövisfalva
Újtövisfalva (ukránul: Драчино, magyar átírásban: Dracsino, németül: Dorndorf) falu Ukrajnában, Kárpátalja Munkácsi járásában. 

## Fekvése
Szolyva nyugati szomszédságában, a Latorca mentén fekvő település.

## Története
A települést a Schönbornok által betelepített szlovák és német (sváb) telepesek alapították. A svábok iskolát hoztak létre és saját templomot építettek, melyet a második világháború után leromboltak.
2020-ig a Szolyvai Városi Tanácshoz tartozott.

## Népesség
A 2001-es népszámláláskor 926 lakosa volt.

## Látnivalók
A falu közelében található a Szent Kirill és Metód női kolostor.